# Conrad Mark
Anders Conrad Mark, född 14 december 1869 i Seglora, Älvsborgs län, död 9 november 1926 i Göteborg, var en svensk företagsledare.
Han var son till Claes Johansson (1843-1893) och Anna Larsson (1843-1919). Från 1903 var han gift med Karin Aminoff, dotter till sjökapten I.T. Aminoff och Constance Hummel.
Han bedrev studier vid Göteborgs handelsinstitut och var under fyra år anställd i Danmark och Storbritannien. Han var verkställande direktör för Claes Johansson & Co väfveri AB och styrelseledamot i Mölnlycke Väveri AB, Gårda Fabrikers AB, AB Wijk & Mark, Stockholm, A.J.G. Bissmark & Co, AB Alingsås Verkstäder med mera.